# Битва при Анбао
Битва при Анбао (5—6 мая 1968) — одно из сражений Вьетнамской войны между армией США и Северного Вьетнама, продолжавшееся с 5 по 6 мая 1968 года в провинции Биньдинь. 1-й батальон 50-го пехотного полка попал в засаду 3-й дивизии Народной армии Вьетнама.

## История
В рамках майского наступления, генерал Народной армии Вьетнама Ту Хюи Ман, командующий военным округом 5, приказал 3-й дивизии атаковать 1-й батальон 50-го пехотного полка армии США в провинции Биньдинь. 1-й батальон базировался на посадочной площадке Аплифт, в 8 км к северу от города Фуми.
Утром 5 мая, 3-я дивизия атаковала посадочную площадку Салем, в пяти километрах к северу от Аплифт, и площадку Олли, в восьми километрах к северу. Командир 1-го батальона подполковник Джон Б. Картер отправил два взвода из роты A на разведку в деревню Анбао. В 08:00 50 военных в девяти M113 покинули ПП Аплифт и направились на север по шоссе 1. К 10:00 они свернули с шоссе на запад к деревне. Они пересекали рисовые поля и заметили у деревьев группу примерно из пятнадцати вьетнамцев. M113 открыли огонь из пулемётов по деревьям, но не получили ответного огня.
Незадолго до полудня военные образовали охранный периметр и пообедали. Когда отряд уже собирался выезжать, он был обстрелян безоткатными 75-мм орудиями и ручными противотанковыми гранатомётами. Это немедленно вывело из строя пять из девяти БТР. Обстрелы продолжались с северо-запада, северо-востока и юго-востока. Прежде чем его застрелили, первый лейтенант Деннис Хинтон запросил подкрепление и приказал отступать на восток.
Силы ВНА, которые состояли из 97-го батальона 2-го полка и из 7-го и 9-го батальонов 22-го полков, начали приближаться к позиции американцев. Два M113 попытались атаковать позиции вьетнамцев, но оба были выведены из строя вражескими РПГ. Был атакован также один M132. Оставшиеся 4 M113 и несколько солдат отступили к шоссе 1, оставив около 15 солдат возле выведенных из строя БТР на северо-западе.
Джон Картер приказал роте C 1-го батальона 50-го пехотного полка и роте B 1-го батальона 69-го бронированного полка со своими семью M48 прийти к роте A на помощь.
Когда отряд свернул с шоссе, один из танков застрял в грязи. Второй M48 остался, дабы помочь застрявшему. Оставшиеся 5 танков продолжили путь на запад. Рота C добралась до роты A первой, но пострадала от интенсивного огня, из-за которого были убиты несколько человек.
Когда прибыли 5 M48, американские войска смогли отступить и перегруппироваться, пока по лесу наносились воздушные и артиллерийские удары. В 17:00 американские войска вновь смогли вступить в бой. Однако несмотря на воздушные и артиллерийские удары по лесу, американцы снова встретили интенсивное сопротивление.
Раньше сухие рисовые поля заполнялись водой из дамбы, которая была намеренно открыта или разрушена во время бомбардировки, и земля стала слишком грязной, чтобы по ней можно было передвигаться. Силы США отступили с целью создания ночной оборонительной позиции, пока продолжались воздушные и артиллерийские удары.
В 03:30 вьетнамцы атаковали северо-западный участок периметра. Из-за огня из миномётов и РПГ, детонировали боевые припасы американцев, в результате чего погибли три человека. Позже утром силы США снова зашли в лес, однако нашли лишь пустые боевые позиции и бункеры — вьетнамцы отступили.